# Lepidophyma tarascae
Lepidophyma tarascae är en ödleart som beskrevs av Bezy, Webb och Álvarez 1982. Lepidophyma tarascae ingår i släktet Lepidophyma och familjen nattödlor. IUCN kategoriserar arten globalt som otillräckligt studerad. Inga underarter finns listade i Catalogue of Life.
Arten är bara känd från den mexikanska delstaten Michoacán de Ocampo men har kanske ett större utbredningsområde. Lepidophyma tarascae lever främst i lövfällande skogar men besöker även klippiga områden nära skogar och städsegröna skogar. Ödlan är nattaktiv.